# Franco Rossetti
Franco Rossetti (Siena, 1º ottobre 1930 – Roma, 11 giugno 2018) è stato un critico cinematografico, sceneggiatore e produttore cinematografico italiano.

## Biografia
Dopo aver collaborato alle sceneggiature western di Sergio Corbucci, Ferdinando Baldi ed E.B. Clucher, diresse una decina di pellicole.

## Filmografia

### Regista e sceneggiatore
- El desperado (1967)
- Delitto al circolo del tennis (1969)
- Una cavalla tutta nuda (1972)
- Quel movimento che mi piace tanto (1976)
- Il mondo porno di due sorelle (Emanuelle and Joanna) (1978) – con lo pseudonimo Fred Gardner

### Regista
- Nipoti miei diletti (1974)
- Il lebbroso – film TV (1984)
- Al limite, cioè, non glielo dico (1984)

### Sceneggiatore
- Costantino il Grande, regia di Lionello De Felice (1960)
- Romolo e Remo, regia di Sergio Corbucci (1961)
- Senza sole né luna (1964)
- Django, regia di Sergio Corbucci (1966)
- L'uomo che ride, regia di Sergio Corbucci (1966)
- Johnny Oro, regia di Sergio Corbucci (1966)
- Texas addio, regia di Ferdinando Baldi (1966)
- Io non protesto, io amo, regia di Ferdinando Baldi (1967)
- Bersaglio mobile, regia di Sergio Corbucci (1967)
- Rita nel West, regia di Ferdinando Baldi (1967)
- Preparati la bara!, regia di Ferdinando Baldi (1968)
- Ciakmull - L'uomo della vendetta, regia di Enzo Barboni (1970)
- Zabriskie Point, regia di Michelangelo Antonioni (1970) – con lo pseudonimo Fred Gardner

### Aiuto regista
- Il medico e lo stregone, regia di Mario Monicelli (1957)
- La zia d'America va a sciare, regia di Roberto Bianchi Montero (1958)
- Mia nonna poliziotto, regia di Steno (1958)

### Produttore
- Una cavalla tutta nuda (1972)
- Quel movimento che mi piace tanto (1975)